# Mleczkowo (powiat ełcki)
Mleczkowo (niem. Milchbude) – osada leśna w Polsce położona w województwie warmińsko-mazurskim, w powiecie ełckim, w gminie Ełk.
W latach 1975–1998 leśniczówka administracyjnie należała do województwa suwalskiego.